# Fabrício (basquetebolista)
Fabrício Russo de Oliveira (São Paulo, 1 de maio de 1985) é um jogador de basquetebol brasileiro.
Iniciou sua carreia no Corinthians, e teve passagem por times das cidades de Mogi das Cruzes, Santa Cruz do Sul, São Bernardo do Campo, Piracicaba, São José dos Campos e Sorocaba.

## Títulos
Corinthians/Mogi
- Vice-campeão do Campeonato Paulista Cadete

Hebraica
- Vice-campeão do Campeonato Paulista Juvenil

XV de Piracicaba
- Vice-campeão do Campeonato Paulista Série A-2

São José
- Campeonato Paulista: 2009.
- Jogos Regionais: 2009
- Jogos Abertos do Interior: 2009
- Jogos Abertos Brasileiros: 2010

#### Mogi das Cruzes
- Campeonato Paulista: 2016
- Liga Sul-Americana: 2016
- Vice-campeão do Campeonato Brasileiro: 2017/2018
- Vice-campeão da Liga das Américas: 2018